# Levity Soundtrack
Levity Soundtrack skrevs av Mark Oliver Everett till filmen Levity. Soundtracket släpptes den 22 april 2003.

## Låtlista
1. What I Remember Most
2. Skywriting
3. Running The Bath
4. Gravity
5. Haunted Piano #1
6. In Manual's Room
7. Taking A Bath In Rust
8. Flashback Rules
9. Post-Flashback Blues
10. Lonesome Subway
11. Haunted Organ #1
12. Sofia Writing In The Sky
13. To Adel Easley / Trouble In The Alley
14. Manual's Got A Train A Catch